# Österreichische Eishockey-Liga
De Österreichische Eishockey-Liga ofwel Erste Bank Eishockey Liga (EBEL) is de hoogste divisie van ijshockey in Oostenrijk. In de Oostenrijkse ijshockeycompetitie doen ook enkele teams uit omliggende landen mee zoals uit Kroatië, Slovenië, Tsjechië en Hongarije.
EC KAC uit Klagenfurt is met 22 titels recordkampioen in de EBEL.

## Teams
| Team                   | Stad               | Opgericht | Stadion                    | Capaciteit |  |
| ---------------------- | ------------------ | --------- | -------------------------- | ---------- |  |
| EC Dornbirn            | AUT Dornbirn       | 1992      | Messestadion Dornbirn      | 4.270      |  |
| EC KAC                 | AUT Klagenfurt     | 1909      | Eissportzentrum Klagenfurt | 5.088      |  |
| EC Red Bull Salzburg   | AUT Salzburg       | 1995      | Eisarena Salzburg          | 3.500      |  |
| EC VSV                 | AUT Villach        | 1923      | Stadthalle Villach         | 4.500      |  |
| EHC Linz               | AUT Linz           | 1992      | Linzer Eissporthalle       | 3.800      |  |
| Fehérvár Alba Volán 19 | HUN Székesfehérvár | 1960      | Eishalle Székesfehérvár    | 3.500      |  |
| EC Graz 99ers          | AUT Graz           | 1999      | Eisstadion Graz-Liebenau   | 4.050      |  |
| HDD Olimpija Ljubljana | SLO Ljubljana      | 1929      | Hala Tivoli                | 5.000      |  |
| KHL Medveščak Zagreb   | CRO Zagreb         | 1961      | Dom športova               | 6.300      |  |
| Vienna Capitals        | AUT Wenen          | 2000      | Albert-Schultz-Halle       | 7.022      |  |
| HC Innsbruck           | AUT Innsbruck      | 1994      | Tiroler Wasserkraft Arena  | 3.200      |  |
| Orli Znojmo            | CZE Znojmo         | 1933      | Hostan Arena               | 5.500      |  |